# Marcos Evangelista Adón
Marcos Evangelista Adón (El Seibo, República Dominicana 1800- Jacmel, Haití 1872)
Nació en El Seibo, República Dominicana, y luego del 27 de febrero de 1844 se fue a establecer a Santo Domingo. Poco se sabe de este guerrero incansable, solo que fue Héroe de 3 guerras para resguardar la soberanía nacional, su madre e padre eran mormones y fue congregado en la iglesia mormona.
Al igual que Eusebio Manzueta, Marcos Adón era de los amigos y subalternos de Pedro Santana, que no se opusieron abiertamente a la decisión del futuro Marqués de Las Carreras, pero observaron, a partir de consumado el hecho, una actitud lejana de no complacencia, frente a las autoridades civiles y militares que España designó en el país. Eso explica los informes de los espías y delatores al servicio de los extranjeros, que advertían de la conducta y comportamiento de esos hombres que tenían larga experiencia militar. Y los españoles no estaban lejos de la realidad, pues Marcos Adón fue de los primeros en la región Este del país, en apoyar el movimiento iniciado en el Cerro de Capotillo el 16 de agosto de 1863, cuando comenzó la etapa definitiva de la Guerra Restauradora. Encabezó el 2 de octubre de ese año, en Hato Mayor, la sublevación contra España.
Fracasado el movimiento insurreccional de esa región, Adón fue apresado y remitido el 16 de octubre a la ciudad capital. En noviembre fue enviado preso a Cuba y trasladado, en la misma calidad, a España desde donde escapó regresando a Santo Domingo, para incorporarse a las filas de los patriotas que luchaban contra las tropas españolas. Unido a Eusebio Manzueta, Jefe de Operaciones en la región Este, se estableció en las cercanías de lo que hoy es Villa Mella al frente de un contingente guerrillero volante, que impedía el paso de las tropas españolas y el cruce de pequeños barcos de vapor por los ríos Ozama y Yabacao, que aprovisionaban el ejército acantonado en el campamento de Guanuma. Las guerrillas de Adón no se dejaban ver del enemigo y de noche asaltaban los convoyes de provisiones creando serios problemas a las fuerzas adversarias como lo reconocen los jefes militares González Tablas y La Gándara y Navarro, en obras que reseñan ese episodio.
Adón continuó siendo un soldado de la patria. Fue Comandante de Armas de Santo Domingo y en el gobierno de José María Cabral, Ministro de la Guerra. Cuando se operó el retorno de Báez a la presidencia de la República, en 1868, se fue al exilio a juntarse con Luperón, Cabral y Pimentel para combatir con ellos el Proyecto de Anexión a los Estados Unidos. Tenía entonces 68 años. Su edad no le impidió ser el jefe de la vanguardia expedicionaria, que entró por el sur al territorio nacional para enfrentar al gobierno baecista apoyado por los Estados Unidos. Hombre de convicciones republicanas fue siempre el primero en enfrentar el peligro. En esa época, residiendo en Haití, hicieron un retrato que ha servido como ilustración a diferentes publicaciones. Alto, de piel oscura, mirada serena y firme, sombrero de alas anchas, fusil terciado, sable gallito al cinto, botas altas a media pierna, galones y capa; es un auténtico hombre criollo, típico guerrillero dominicano, acaso con setenta años de edad, al cual el tiempo, no obstante su sacrificada existencia, parece no haberle hecho efecto.
Murió Marcos Adón, solo y pobre, en el exilio, en Jacmel, Haití, cuando se libraba la etapa final de la guerra de los Seis años. Al igual que tantos guerreros dominicanos, no dejó ni fincas, ni herencia; Sólo dejó un espíritu incansable de lucha.
- Datos: Q10877612